# Catena Gregory
La Catena Gregory è una struttura geologica della superficie della Luna.